# Saint-Étienne-du-Rouvray
Saint-Étienne-du-Rouvray település Franciaországban, Seine-Maritime megyében. Lakosainak száma 28 653 fő (2022. január 1.). Saint-Étienne-du-Rouvray Sotteville-lès-Rouen, Amfreville-la-Mi-Voie, Belbeuf, Gouy, Le Grand-Quevilly, Oissel és Petit-Couronne községekkel határos.
A település katolikus templomában 2016. július 26-án két iszlamista fegyveres túszul ejtett öt embert, majd az egyiküket, a 86 éves Jacques Hamel atyát megölték.

## Népesség
A település népessége az elmúlt években az alábbi módon változott:
| Lakosok száma | 28 738 | 28 468 | 29 180 | 28 641 | 28 500 | 28 352 | 28 331 | 28 508 | 28 653 |
|               | 2013   | 2015   | 2016   | 2017   | 2018   | 2019   | 2020   | 2021   | 2022   |